# Brinkmannella elongata
Brinkmannella elongata és una espècie de peix pertanyent a la família dels epigònids i l'única del gènere Brinkmannella.

## Hàbitat
És un peix marí i batidemersal.

## Distribució geogràfica
Es troba a l'Atlàntic occidental central: les Bahames.

## Observacions
És inofensiu per als humans.